# Lior Shambadal

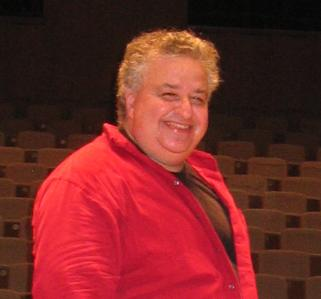
Lior Shambadal

Lior Shambadal (hebräisch ליאור שמבדל‎; * 14. Mai 1950 in Tel Aviv) ist ein israelischer Dirigent und Komponist.

## Studium
Lior Shambadal studierte Bratsche, Posaune, Komposition und Dirigieren in seiner Geburtsstadt Tel Aviv, anschließend in Salzburg am Mozarteum und in Wien. Zu Dirigierstudien weilte er bei Carlo Maria Giulini, Igor Markevitch, Sergiu Celibidache und Franco Ferrara. Shambadal schloss seine Studien ab u. a. in elektronischer Musik in Wien und Komposition in Frankreich bei Witold Lutosławski.

## Berufliche und gesellschaftliche Aktivität

### Als Dirigent
Eine umfangreiche Konzerttätigkeit verbindet Lior Shambadal mit Orchestern in Israel und dem europäischen Raum. Ab 1980 war er Chefdirigent des Haifa Symphonie-Orchesters und von 1986 bis 1993 Leiter des Kibbutz-Kammerorchesters in Tel Aviv; mit ihm unternahm er zahlreiche Tourneen durch Europa. Von 1993 bis Ende der Spielzeit 1999/2000 war er Generalmusikdirektor des Pfalztheaters Kaiserslautern; dort war er maßgeblich an der Eröffnung des neuen Theaters beteiligt. Er war außerdem 1997 bis 2019 Chefdirigent der Berliner Symphoniker, von 2000 bis 2003 zusätzlich Chefdirigent des Rundfunksinfonieorchesters RTV-Slovenia Ljubljana (Slowenien), von 2008 bis 2011 Leiter des Orquestra Filarmónica di Bogota (Kolumbien), von 2008 bis 2010 Erster Gastdirigent des Liepaja Symphony Orchestra (Lettland) und ebenfalls Erster Gastdirigent beim Chengdu-Symphonieorchester des Zentralen Konservatoriums Sichuan (China).
Durch seine Gastdirigate sowie durch CD- und Fernsehproduktionen ist Lior Shambadal international weithin bekannt.

### Als Komponist
Shambadal ist Gründer des Ensembles der Komponistengruppe Acustic 7/11 und des Ensembles für Neue Musik. Als solcher ist er auch als Komponist auf verschiedenen Gebieten – von der Kammermusik über Liedkompositionen bis zu symphonischen Werken – hervorgetreten.

### Kontexte
Shambadal definiert seine fachlichen Tätigkeiten als gesellschaftliche Aufgaben. Im Gespräch mit der linken Tageszeitung junge Welt unterstützte er nachdrücklich, dass Künstler und ihre Institute „eine politische Verantwortung“ hätten. „Nicht im Sinne von Tagespolitik, aber um der Gesellschaft eine Richtung zu zeigen.“ Die Kunst müsse „bei einer Bedrohung der Humanität warnen, wie es einst Heinrich Heine … tat.“ In diesem Zusammenhang konstatierte er für die Gegenwart „strukturelle Veränderungen“ und damit einhergehend auch einen wachsenden „Antisemitismus in Deutschland und in Europa“. Deshalb unterstütze er das aktuelle Opernprojekt von Magret Wolf, das „ein starkes Stück gegen Antisemitismus“ sei, und arbeite daran mit, während er ein Konzert für Siegfried Wagner für „nicht verantwortbar“ halte. „Toleranz und Akzeptanz anderer Lebensformen“ hätten sich in Deutschland  gewandelt. Es herrsche jetzt „eine unangenehme Atmosphäre“, er freue sich jedoch auf seine Tournee in China. Er „glaube an die Musik“.

## Diskografie (Auswahl)
- Niccolò Paganini: Konzerte für Violine und Orchester I – VI. Ae-Kyung Song-Krist, Mechernich 2007
- Piano concertos. Ae-Kyung Song-Krist, Mechernich 2005
- Die ganze Welt der Klassik. Universal Music, Berlin 2005
- Astor Piazzolla: Adios Noniño. Koch Universal, Planegg [2004]
- Magret Wolf: Kirisk. BMG Ariola, München [u. a.] [2003]
- Double concertos. BMG Ariola, München [u. a.] [2002]
- Elena Zaremba – Portrait. BMG Ariola, Hamburg / München [2001]
- Die schönste Klassik zum Träumen. Koch International, München [2001]
- Robert Schumann: Overtures. BMG Ariola, Hamburg / München [2001]
- Rhapsody for Klezmer. Koch International, München [2000]
- And the angels sing. Koch International, München [1999]
- Giora Feidman plays Bloch, Olivero, Ora Bat Chaim. Koch International, München [1997]
- Trombone concertos. Claves-Verlag, Thun / Helikon Harmonia Mundi, Eppelheim, Vertrieb [1996]
- Franz Hummel: Gesualdo. BMG Ariola, Hamburg / München [1996]
- Violin concertos. Claves-Verlag, Thun / Helikon-Musikverlag, Heidelberg, Vertrieb [1993]
- Return to the south. Network-Medien-Cooperative, Frankfurt (Main) [1992]